# Elvis Presleys adresser
Elvis Presley havde livet igennem mange adresser. Fra han blev født i Tupelo i Mississippi den 8. januar 1935 og til familien i 1948 flyttede til Memphis i Tennessee havde familien Presley mindst ni forskellige adresser i eller i nærheden af Tupelo. I Memphis fortsatte mønstret med de mange flytninger, indtil familien omsider faldt til ro i Graceland, der blev deres 10. adresse i Memphis.
De mange flytninger var hovedsageligt af nød, idet familien hørte til de fattigste i byen. Endvidere var Vernon Presley, Elvis’ far, i en periode i fængsel for checkbedrageri, hvilket yderligere belastede den lille familie.

## Tupelo
Elvis' fødehjem var et lille toværelses hjemmebygget hus på Old Saltillo Road i East Tupelo. (Old Saltillo Road er efter Elvis' død omdøbt og hedder i dag Elvis Presley Drive). Først på året i 1938 måtte huset afhændes og familien bryde op, da faderen skulle en tur i fængsel. Elvis og hans mor, Gladys, flyttede ind hos nogle slægtninge på Maple Street i Tupelo.
Fra Maple Street flyttede familien Presley til Reese Street i Tupelo. En kort periode i 1940 flyttede familien til byen Pascagoula i Mississippi og derfra til Kelly Street, Tupelo, hvor Presleys boede til 8. marts 1945, hvor de flyttede til Berry Street i Tupelo.
I Berry Street boede de i lidt over et år, indtil de i midten af 1946 flyttede til Commerce Street i Tupelo. Frem til november 1948 havde familien Presley yderligere to adresser: Mulberry Alley i Tupelo og North Green Street 1010, East Tupelo, der blev familiens sidste opholdssted i Mississippi.

## Memphis
Den 6. november 1948 flyttede Presleys til Memphis, Tennessee. Elvis var da 13 år gammel. Mønstret med de mange flytninger fra kreditorerne fortsatte i Memphis, og på deres første adresse i byen, Washington Street 370, boede de kun fra den 6. til den 12. november 1948, hvor de skiftede adresse til Poplar Avenue 572, Memphis. Den 20. september 1949 rykkede de atter teltpælene op og flyttede til Winchester Street 185 i ejendomskomplekset ’’Lauderdale Court Public Housing Projekt’’ i Memphis.
Her boede familien Presley i omtrent tre år, til de i november 1952 flyttede til Saffarans Avenue 698, Memphis. Her boede de i et par måneder og flyttede den 7. januar 1954 til Cypress Street 398, Memphis, men kun for tre måneder, idet de den 7. april 1953 flyttede til Alabama Street 462 i Memphis.
I Alabama Street boede Presleys til slutningen af 1954, hvor de flyttede til Lamar Avenue 2414, Memphis, men igen kun kort tid, idet de allerede i midten af 1955 flyttede videre til Getwell Street 1414, Memphis. Deres lejlighed i Getwell Street, som de boede i frem til 11. maj 1956 og som kostede 85 $ om måneden, var sidste gang, forældrene var lejere. Herefter tog Elvis over.
Den 11. maj 1956 flyttede Elvis og hans forældre til et hus, som Elvis havde købt efter at hans indkomst var steget betragteligt efter skiftet fra det lokale Sun Records til det store pladeselskab RCA. Huset lå på Audubon Drive 1034 i Memphis og kostede 29.000 $, men det blev snart for småt til Elvis og den gradvist større og større stab, den såkaldte Memphis-Mafia, som fulgte ham overalt. I marts 1957 flyttede familien Presley atter engang, men denne gang for sidste gang.
Den 28. marts 1957 flyttede Elvis og hele hans følge ind på hans nyerhvervede paladsagtige ejendom Graceland på Bellevue Street (en del af Highway 51 South, som går gennem Memphis). Købsprisen var en anelse over 100.000 $ og bygningen var på 954 m², hvilket Elvis gennem mange tilbygninger i årenes løb dog næsten fordoblede. Fra 17. januar 1972 fik gaden navneforandring og adressen var herefter Elvis Presley Boulevard 3764, Memphis.

## Én adresse er ikke nok
Selv om familien omsider havde fundet et permanent tilholdssted i den store ejendom Graceland, var det dog ingenlunde slut med forskellige adresser. I første omgang var det Elvis' soldatertid i Vesttyskland, der betød nye steder at bo, og siden var det årene i Hollywood og på turné, der nødvendiggjorde andre adresser. Men gennem alle årene var hjemmebasen Graceland.

### Tyskland
Under udstationeringen i Tyskland boede Elvis og hans følge på fire forskellige adresser. Kun kortvarigt for de tre førstes vedkommende, der alle var hoteller.
Den første adresse, som Presleys boede på, var ’’Ritters Park Hotel’’ i Bad Homburg i Hessen i Tyskland. Her boede de fra 4. til 6. oktober 1958, hvorefter de flyttede til den nærliggende by Bad Nauheim, i første omgang til ’’Hilberts Park Hotel’’, hvor de boede på fire af hotellets værelser til den 15. oktober 1958.
Herfra flyttede de til det lidt mere fashionable ’’Hotel Grunewald’’, Terrassenstrasse 10, Bad Nauheim. Imidlertid var Elvis med hans følge lidt for livlige til hotellet, og de blev bedt om at finde ”noget andet”. Så fra sidst i december 1958 og resten af tiden i Tyskland boede hele flokken i en stor lejet villa på adressen Goethestrasse 14, Bad Nauheim, Tyskland.
I juni 1959 tog Elvis sammen med bl.a. Joe Esposito på en forlænget weekend-orlov til Paris, hvor de bl.a. aflagde besøg i natklubben Lido på Champs-Élysées. Under besøget i Paris boede Elvis og hans medrejsende på det mondæne Hôtel Prince de Galles på Avenue George V nr. 33. Tre gange var Elvis Presley på besøg i Paris under hans udstationering i Vesttysland.
Marts 1960 blev Elvis hjemsendt og returnerede til Graceland med hele sit følge.

### Hollywood
I årene med de mange filmoptagelser havde Elvis fem forskellige adresser i omegnen af Hollywood og Los Angeles. Fra september 1960 ejede Elvis et hus på adressen Perugia Way 565, Bel Air, Los Angeles. Det var bl.a. her, han den 27. august 1965 havde besøg af The Beatles. Dette hus var tegnet af den kendte arkitekt Frank Lloyd Wright og havde tidligere tilhørt både Rita Hayworth og Shahen af Iran. Elvis boede i huset frem til slutningen af 1965, hvorefter adressen var Rocca Place 10550, Bel Air, Los Angeles. Dette var et lejet hus, som Elvis boede i indtil 7. maj 1967.
Efter Rocca Place flyttede Elvis med følge til Hillcrest 1174 i det eksklusive Trousdale Estates ved Los Angeles, som Elvis købte for 400.000 $. Her boede de fra 7. maj 1967 til slutningen af 1967, hvorefter adressen blev flyttet til Monovale Drive 144, også i Trousdale Estates, Los Angeles, men kun for en kort periode.
I 1965 havde Elvis igangsat et byggeri af en stor villa i ét plan. Den lå på Chino Canyon Road 825, Palm Springs i Californien. Da villaen var færdig ved udgangen af 1967 flyttede Elvis hertil, og han ejede huset til sin død i 1977. Huset rummede 15 værelser og havde eget studie og swimmingpool. Det var i husets lydstudio, at Elvis den 23. september 1973 indspillede sangene "I Miss You" og "Are You Sincere", der begge blev udsendt på albummet Raised On Rock.

Boet efter Elvis Presley afhændede villaen i 1979 til sangeren Frankie Valli.

### Koncerterne
I årene med de mange koncerter rundt om i USA boede Elvis og hans store stab på talrige hoteller. Men med hovedvægten af koncerterne lagt i Las Vegas var det naturligt at få et mere permanent opholdssted her. Koncerterne fandt sted på det kæmpestore ’’International Hotel’’, siden omdøbt til ’’Las Vegas Hilton’’, og det var derfor nemt for Elvis, at han boede her. Hans store suite, 'Værelse 3000' på 30. etage, rådede han over fra 1969 til 1976.

### Fritiden
Ud over alle de mange adresser rundt om, som Elvis Presley boede på i forbindelse med sit arbejdsliv, havde han sin ranch, hvor han kunne slappe af i fred fra offentligheden og sine mange fans. Han købte sin Circle-G Ranch, Horn Lake, Mississippi for 300.000 $ i 1967.
Ranchen ligger ved en lille sø, som Elvis lod bygge en bro over. Grunden støder op til den øst/vest-gående W. Goodman Road (Rute 302) og den nord/syd-gående Rute 301. Der var et areal på ca. 65.000 m² i tilknytning til ranchen.

## Efter Elvis' død
Selv efter sin død har Elvis skiftet adresse. Han døde den 16. august 1977 og blev begravet to dage senere på kirkegården Forest Hill Cemetery på Elvis Presley Boulevard i Memphis, hvor også hans mor lå begravet. Men de mange fans var et problem, så 2. oktober 1977 blev både Elvis og hans mor flyttet og genbegravet hjemme på Graceland i den del af parken, der kaldes Meditation Gardens. Selv om alt tyder på, at Elvis hermed er flyttet for sidste gang, er der ikke faldet ro over hans tidligere 'adresse', idet krypten, hvori han først var begravet på Forest Hill, i foråret 2012 blev sat til salg på en auktion i USA. Den megen virak om salget og et massivt pres fra Elvis-fans førte dog til, at kirkegården trak krypten tilbage fra auktionen.

## Links
- Graceland på Elvis.com Arkiveret 21. marts 2012 hos  Wayback Machine